# Tourisme en France

Logotype de la destination France révélé par Hervé Novelli et Christine Lagarde en juin 2008.

Le tourisme en France est un secteur économique important, aussi bien pour les Français qui choisissent d'y passer leurs vacances, que pour les étrangers qui viennent y faire un séjour. Selon les données de l’Organisation mondiale du tourisme, la France occupe depuis les années 1980-1990 la première place mondiale en matière de fréquentation touristique. Elle a ainsi enregistré plus de 100 millions d’arrivées de touristes internationaux en 2024,, confirmant son statut de leader mondial dans ce domaine. En 2018, une large majorité des près de 90 millions de touristes étrangers provenaient de pays européens voisins, notamment du Royaume-Uni (14,6 %), d'Allemagne (13,7 %), de Belgique et du Luxembourg(13 %), ainsi que d’Italie, de Suisse et d’Espagne (environ 7,5 % chacun). Au total, 78,3 % des visiteurs venaient d’Europe, loin devant les Amériques (8,5 %), l’Asie-Océanie (7,1 %), l’Afrique (4,5 %) et le Moyen-Orient (1,6 %). Cette répartition géographique souligne le poids prépondérant du tourisme de proximité dans la fréquentation internationale de la France,.
Cependant, elle se classe sixième quant aux séjours hôteliers, avec 137 millions de nuits, derrière les États-Unis, l'Espagne, l'Italie, la Chine et le Royaume-Uni, et troisième (derrière les États-Unis et l'Espagne) quant aux recettes du tourisme international.
L'attrait touristique de la France s'explique par le grand nombre et la grande variété des points d'intérêt, la diversité des paysages, la richesse du patrimoine gastronomique, historique, culturel et artistique, le climat tempéré et les facilités d'accès et d'infrastructures de transport, mais aussi par l'équipement important et varié du pays en structures d'accueil (hôtellerie, restauration, parcs d'attractions, etc.). Ainsi, chaque département français est un département touristique avec plusieurs points d'intérêt.
Le tourisme a des retombées économiques positives, mais a des impacts environnementaux importants, dans l'espace (flux de transports, d'énergie, de déchets) et dans le temps (impacts immédiats et différés). Le tourisme représente 7,4 % du PIB de la France et 2 millions d'emplois directs et indirects en 2018. Les visiteurs étrangers y ont contribué à hauteur de 66 milliards d’euros, soit environ 2,8 % du PIB national. Le secteur est par ailleurs responsable d'environ 11% des émissions de gaz à effet de serre du pays.

## Histoire du tourisme en France

### Aux origines: du pèlerinage auGrand Tour(XVIe-XVIIIesiècles)
Avant l’apparition du tourisme moderne, les déplacements en France étaient principalement motivés par des raisons religieuses, éducatives ou diplomatiques. Dès le XVIe siècle, les jeunes aristocrates européens, notamment britanniques, effectuent le Grand Tour, un voyage de formation culturelle qui inclut des étapes en France, comme Paris, Lyon ou les châteaux de la Loire. Ce phénomène élitiste pose les bases intellectuelles du tourisme moderne.

### Hyères et la naissance du tourisme climatique (XVIIIesiècle)
L’une des premières formes de tourisme climatique en France se développe dans la commune de Hyères à partir des années 1760. Grâce à son climat méditerranéen, la ville attire les premiers hivernants britanniques. Les généraux anglais George Keppel et Augustine Prevost y séjournent dès l’hiver 1767-1768. En 1788 et 1789, le prince de Galles, futur George IV du Royaume-Uni, y séjourne également, consacrant Hyères comme station hivernale de renom.
Cette fréquentation précoce s’inscrit dans un mouvement plus large où le climat, la santé et la mondanité deviennent des facteurs d’attractivité. Hyères est ainsi considérée comme l'une des toutes premières stations touristiques climatiques françaises.

### Le XIXesiècle: naissance du tourisme moderne
Le développement du chemin de fer à partir des années 1840 transforme profondément les pratiques de déplacement. Le tourisme devient plus accessible, rapide et sécurisé. De nombreuses stations balnéaires (Deauville, Biarritz), thermales (Vichy, Aix-les-Bains) ou de montagne (Chamonix) se développent à l’initiative des élites et des compagnies ferroviaires.
Les premières agences de voyages, notamment celle de Thomas Cook, proposent des séjours organisés et encadrés dès le milieu du XIXe siècle. En France, le modèle se diffuse rapidement auprès de la bourgeoisie urbaine.

### XXesiècle: démocratisation et tourisme de masse
L’instauration des congés payés en 1936 marque un tournant décisif. Elle permet aux classes populaires d’accéder aux vacances, ce qui entraîne une explosion de la fréquentation des stations balnéaires, des montagnes et des campagnes. L’automobile individuelle et l’amélioration du réseau routier contribuent à cette diffusion du tourisme.
Dans les années 1960, la Mission Racine, menée par l’État, aménage le littoral du Languedoc-Roussillon (notamment La Grande-Motte et le Cap d’Agde) afin d’encadrer l’urbanisation touristique et de favoriser un développement économique régional.

### Époque contemporaine: diversification et durabilité
Depuis les années 1980, le tourisme français se diversifie. Le tourisme culturel, écologique, rural, œnologique ou encore tourisme de mémoire prend de l’ampleur. Les visiteurs recherchent davantage des expériences personnalisées, hors des grands circuits classiques'.
Le phénomène de surtourisme dans certains lieux emblématiques (Paris, Mont-Saint-Michel, gorges du Verdon) soulève des préoccupations environnementales. Les collectivités territoriales mettent en place des politiques de gestion des flux et de tourisme durable.

## Aspects économiques
Le secteur clé du tourisme est une des branches importante du commerce extérieur de la France dans la mesure où il contribue au solde des échanges extérieurs, à un niveau qui est devenu comparable à celui du secteur agro-alimentaire (8,5 milliards en 2006) et même supérieur à celui de l'automobile en 2006. La balance entre les dépenses des touristes étrangers en France et celles des touristes français à l'étranger, dégage un solde positif de 11,4 milliards d'euros. Ce solde est en recul, notamment à cause du cours élevé de l'euro qui renchérit fortement les prix pour les étrangers hors zone euro.
La destination France conserve le premier rang mondial en 2011, avec plus de 81 millions d’arrivées de touristes internationaux, et le 3e rang quant aux recettes (39,2 milliards d’euros). En 2005 le tourisme international a généré 42,3 milliards de dollars de recettes en France (3e rang mondial derrière les États-Unis, l'Espagne et devant l'Italie), en hausse de 3,4 % par rapport à 2004. Cependant, un touriste sur cinq n'est qu'en transit dans le pays, les excursionnistes étant majoritaires (114 millions de touristes sur 196 millions, chiffres 2007).
En 2003, la consommation touristique s'élève à 102,4 milliards d'euros, soit 6,6 % du PIB. Un tiers de ce chiffre est dû aux touristes étrangers. Le solde de l'activité touristique dans la balance des paiements représente 15 milliards d’euros. C'est le premier pourvoyeur de devises de l'économie française. Les touristes étrangers dépensent 34,5 milliards d'euros en France, tandis que les touristes français dépensent 19,5 milliards d'euros à l'étranger (principalement en Espagne et en Italie).
Les touristes étrangers, qui représentent 1/4 du total, proviennent pour l'essentiel des pays voisins, notamment Îles Britanniques (19,4 %), Allemagne (18,6 %), Pays-Bas (16,4 %). Les États-Unis, bien que ne représentant que 3,9 % des entrées sont au premier rang pour les recettes (15,2 %).
| Année | Dépenses des touristes étrangers en France | Dépenses des touristes français à l'étranger | Solde |
| ----- | ------------------------------------------ | -------------------------------------------- | ----- |
| 2003  | 32,3                                       | 20,7                                         | +11,6 |
| 2004  | 32,8                                       | 23                                           | +9,8  |
| 2005  | 34                                         | 25,1                                         | +8,9  |
| 2006  | 36,9                                       | 24,9                                         | +11,4 |

Les activités caractéristiques du tourisme (hôtellerie avec une nouvelle classification en 2012, cafés-restaurants, camping, agences de voyages, remontées mécaniques, activités thermales…) emploient 700 000 salariés.

## Tendance et prospective

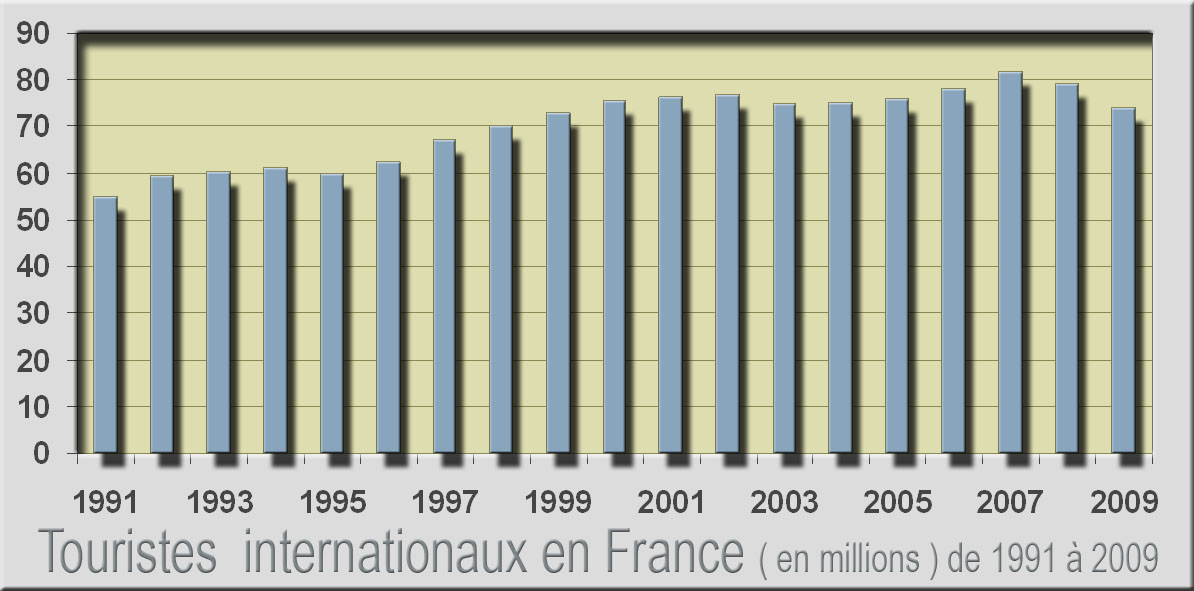

### 2008
En 2008, la France est au troisième rang mondial en matière de dépenses faites par les touristes derrière l'Espagne et les États-Unis (causes principales : moins de nuitées car la France est un pays de passage, recours relativement plus élevé au camping, achats relativement plus importants dans les marchés et supermarchés), mais c'est le pays qui en accueille le plus ; avec en 2007 un record historique battu : 81,9 millions de touristes étrangers ont visité la France (à comparer aux 60 millions de 1996 et 67 millions de 1997).
Le projet « Destination France 2020 », présenté en janvier 2008 voulait encore accroître ce nombre (et les recettes touristiques). Selon Luc Chatel, secrétaire d'État au tourisme du gouvernement Fillon 2 l'OMT s'attend à une hausse de 80 % des flux de touristes de 2008 à 2020 dans le monde. Inversement, dans le pays, il y a une relative stabilité (depuis 25 ans) de la proportion de Français qui se déplacent pour partir en vacances. Luc Chatel vise 100 millions de touristes étrangers à l'horizon 2015 ; en passant du « 1-3-9 au 1-2-3 » (ce qui signifie conserver le 1er rang mondial comme destination, gagner le 2e rang, occupé par l'Espagne, en matière de dépenses faites par les touristes, derrière les E-U, et passer du neuvième au 3e rang mondial pour la somme moyenne dépensée par touriste).

### 2012
En 2012, la France a accueilli 83 millions de touristes, leurs dépenses se sont élevées à 35,8 milliards d'euros, ce qui donne un solde de la balance touristique à près de 13 milliards d'euros. Plus de 80 % des touristes restent européens, en premier les Allemands (12,2 millions de touristes en 2012), qui ont ravi la première place aux Britanniques (12,1 millions). L'Île-de-France détient le record de nuitées (68,3 millions de nuitées pour 29 millions de visiteurs) devant la région Provence-Alpes-Côte d'Azur (21,7 millions de nuits).

### 2013
En 2013, le nombre de touristes étrangers est de 84,7 millions, dont 13 millions d'Allemands et 1,7 million de Chinois (dont le nombre a doublé depuis 2009). La durée moyenne du séjour augmente à 7,1 nuits (6,9 en 2012). La part des hébergements payants se situe à 67 %, en légère baisse, attribuée à l'influence de la crise économique qui pousse les touristes à chercher des hébergements gratuits chez des connaissances ou l'échange d'appartement.

### 2014
En 2014, la France a accueilli 84,7 millions de touristes étrangers, soit autant qu'en 2013.

### 2015
En 2015, la France a connu un « record de fréquentation » des touristes internationaux de 85 millions.

### 2016
En 2016, la France reste la première destination touristique au monde malgré une baisse de la fréquentation estimée de 2,3 à 2,9 % et liée selon le Premier ministre Jean-Marc Ayrault aux attentats en 2015 et 2016, aux intempéries et aux mouvements sociaux. Le nombre de nuitées de touristes étrangers en France est en baisse de 10 % au premier semestre après les différents attentats islamistes sur le territoire. Cette baisse concerne en particulier les touristes à haut pouvoir d'achat venus des États-Unis, d’Asie ou des pays du Golfe et affecte en premier lieu les hôtels haut de gamme et la région parisienne. À cette crainte des attentats s'ajoute la délinquance qui prend pour cible les touristes étrangers contribuant à détériorer l'image de la France à l'étranger. Cette baisse du nombre de touristes étrangers du fait de la délinquance serait de 25 % à Paris en 2016 chez les touristes chinois et atteindrait 46 % chez les touristes japonais.
Ces résultats sont confirmés après la saison avec une baisse de fréquentation particulièrement forte en Île-de-France (-12,4 %) qui voit un net recul de la clientèle étrangère (-16,1 %), la seconde région la plus touchée étant Provence-Alpes-Côte d'Azur (-6 % de nuitées) notamment après l'attentat du 14 juillet à Nice. Le manque à gagner en 2016 pour l'hôtellerie est estimé à 900 millions d'euros, l'Île-de-France, étant la région la plus touchée, avec une perte de 870 millions.

### 2017
En juillet 2017, le gouvernement Édouard Philippe présente sa feuille de route pour la relance du tourisme en France. Son objectif est d'atteindre 100 millions de touristes en 2020. Il prévoit notamment l'accélération des procédures d'obtention de visa et la diminution des files d'attente dans les aéroports.

### 2018
Au premier semestre 2018, la fréquentation touristique connaît un niveau record en Île-de-France avec 17,1 millions d’arrivées hôtelières, soit une augmentation de 4,1 % sur un an, due à un bond de 9,2 % des touristes étrangers.
Un rapport parlementaire réalisé en 2018 par les députés Jean-François Portarrieu et Maurice Leroy confirme que la France reste la première destination mondiale pour les touristes étrangers (90 millions de visiteurs accueillis en 2018) mais alerte sur la baisse des recettes pour une économie touristique qui représente 7,3 % du PIB et emploie 1,27 million de salariés (10 % de l’emploi marchand). Les rapporteurs estiment que l’offre touristique française n’est plus complètement adaptée à la croissance mondiale qui est tirée par les clientèles asiatiques. Si la promotion touristique fonctionne bien, la qualité de l'accueil, de l’offre d’hébergement ou de transport, n'est pas toujours au rendez-vous et les rapporteurs soulignent que d'autres destinations, notamment l'Espagne, sont plus offensives et imaginatives pour capter ces nouveaux marchés.

### 2024
En 2024, la France a accueilli 100 millions de visiteurs internationaux, en hausse de 2% par rapport à 2023, générant 71 milliards d’euros de recettes. Ce record est en partie dû à l'organisation des Jeux Olympiques de Paris,.

### Présences touristiques par pays
Statistiques de l'année 2018
| #  | Pays/Région                         | Nuits       |
| -- | ----------------------------------- | ----------- |
| 1  | Royaume-Uni                         | 19 800 000  |
| 2  | Allemagne                           | 18 200 000  |
| 3  | Pays-Bas                            | 17 900 000  |
| 4  | Belgique                            | 13 400 000  |
| 5  | États-Unis                          | 10 100 000  |
| 6  | Espagne                             | 8 300 000   |
| 7  | Italie                              | 7 100 000   |
| 8  | Suisse                              | 6 100 000   |
| 9  | Océanie                             | 5 300 000   |
| 10 | Chine                               | 3 600 000   |
| 12 | Amérique centrale & Amérique du Sud | 3 400 000   |
| 13 | Moyen-Orient & Extrême Orient       | 3 100 000   |
| 13 | Afrique                             | 2 300 000   |
| 14 | Scandinavie                         | 1 900 000   |
| 15 | Japon                               | 1 600 000   |
| #  | Total                               | 136 800 000 |

### Nombre de séjours par région les plus visitées
Ci-dessous le tableau les 5 régions les plus visitées par nombre de séjours (données en 2020)
| Région                     | Non-résidents | Résidents  | Total des séjours |
| -------------------------- | ------------- | ---------- | ----------------- |
| Île-de-France              | 44 000 000    | 40 070 000 | 84 070 000        |
| Auvergne-Rhône-Alpes       | 15 400 000    | 43 000 000 | 58 400 000        |
| Occitanie                  | 13 000 000    | 41 900 000 | 54 900 000        |
| Provence-Alpes-Côte d'Azur | 18 100 000    | 36 500 000 | 54 600 000        |
| Nouvelle Aquitaine         | 11 000 000    | 41 400 000 | 52 600 000        |

### 2019
La France est classée deuxième du classement sur la compétitivité touristique du Forum économique mondial qui prend en compte les ressources culturelles, les infrastructures terrestres et portuaires, le capital naturel (parcs et richesse de la faune), les activités de tourisme de plein air ainsi que le système de santé. En revanche, elle est classée 51 sur 140 pays pour l'index sur la « sûreté et la sécurité », du fait notamment de sa très mauvaise note (4,3/7) concernant l'indice d'incidence terroriste - qui est la moyenne du nombre de victimes du terrorisme et du nombre d'attaques terroristes - où elle obtient la 120e place sur 140.

### 2022
En 2022, selon Atout France, les touristes étrangers ont rapporté 58 milliards d'euros au pays, ce qui place la France à la deuxième place quant aux revenus, derrière l'Espagne. Le trafic aérien est quant à lui resté en recul depuis la période précédant la pandémie de Covid-19.

### 2023
En 2023, l'effet de la pandémie de Covid-19 semble terminée : au 1er semestre 2023, le nombre total de nuitées touristiques français a atteint 184 millions, dépassant le record de 2019 et établissant même un nouveau record pour le pays.

### Statistiques de fréquentation des sites touristiques en France
Le palmarès suivant rassemble les 30 sites culturels et les 30 sites récréatifs les plus visités en France en 2016. La cathédrale Notre-Dame de Paris n'y est pas comptabilisée.
| Rang 2016 | Site ou événement                                          | Commune                   | 2012       | 2013       | 2014       | 2015       | 2016       |
| --------- | ---------------------------------------------------------- | ------------------------- | ---------- | ---------- | ---------- | ---------- | ---------- |
| 1         | Disneyland Paris                                           | Marne-la-Vallée           | 16 000 000 | 14 900 000 | 14 200 000 | 14 800 000 | 13 400 000 |
| 2         | Musée du Louvre                                            | Paris                     | 9 660 609  | 9 201 157  | 9 134 612  | 8 422 000  | 6 989 000  |
| 3         | Domaine de Versailles                                      | Versailles                | 7 278 745  | 7 527 121  | 7 700 000  | 7 357 903  | 6 701 193  |
| 4         | Tour Eiffel                                                | Paris                     | 6 270 000  | 6 740 000  | 7 097 302  | 6 917 000  | 5 934 000  |
| 5         | Centre national d'art et de culture Georges-Pompidou       | Paris                     | 3 800 000  | 3 745 000  | 3 450 000  | 3 060 000  | 3 335 509  |
| 6         | Musée d'Orsay                                              | Paris                     | 3 579 130  | 3 467 320  | 3 480 609  | 3 439 832  | 2 997 622  |
| 7         | Le Mont-Saint-Michel                                       | Le Mont-Saint-Michel      | 2 300 000  | 2 200 000  | 2 257 000  | 2 331 640  | 2 254 254  |
| 8         | Cité des sciences et de l'industrie de La Villette         | Paris                     | 2 641 356  | 2 642 255  | 2 676 000  | 2 013 046  | 2 196 194  |
| 9         | Puy du Fou (Grand Parc + La Cinéscénie)                    | Les Epesses               | 1 600 000  | 1 740 000  | 1 912 000  | 2 050 000  | 2 150 000  |
| 10        | Futuroscope                                                | Chasseneuil-du-Poitou     | 1 730 000  | 1 460 000  | 1 650 000  | 1 830 000  | 1 900 000  |
| 11        | Parc Astérix                                               | Plailly                   | 1 722 000  | 1 620 000  | 1 700 000  | 1 850 000  | 1 850 000  |
| 12        | Muséum national d'histoire naturelle                       | Paris                     | 2 040 313  | 1 934 308  |            | 910 900    | 1 586 450  |
| 13        | Grandes eaux musicales et nocturnes de Versailles          | Versailles                | 1 384 316  | 1 455 704  | 1 437 500  | 1 560 000  | 1 401 970  |
| 14        | Château des ducs de Bretagne                               | Nantes                    | 1 276 675  | 1 301 825  | 1 448 212  | 1 324 507  | 1 380 790  |
| 15        | ZooParc de Beauval                                         | Saint-Aignan              | 1 001 889  | 910 000    | 912 000    | 1 100 000  | 1 350 000  |
| 16        | Arc de Triomphe                                            | Paris                     | 1 732 280  | 1 775 054  | 1 751 046  | 1 760 694  | 1 342 361  |
| 17        | Cimetière américain de Colleville-sur-Mer                  | Colleville-sur-Mer        | 1 413 516  | 1 248 411  | 2 126 940  | 1 733 574  | 1 314 605  |
| 18        | Musée de l'Armée                                           | Paris                     | 1 404 739  | 1 375 014  | 1 525 030  | 1 410 191  | 1 206 065  |
| 19        | Abbaye du Mont-Saint-Michel                                | Le Mont-Saint-Michel      | 1 246 983  | 1 184 365  | 1 223 257  | 1 259 873  | 1 174 124  |
| 20        | Cathédrale Notre-Dame de Reims                             | Reims                     | 1 000 000  | 1 500 000  | 1 500 000  | 890 000    | 1 153 871  |
| 21        | Musée du quai Branly - Jacques-Chirac                      | Paris                     | 1 310 148  | 1 307 326  | 1 495 817  | 1 301 277  | 1 151 922  |
| 22        | Musée de la Musique                                        | Paris                     | 188 183    | 199 221    |            | 1 203 056  | 1 139 674  |
| 23        | Galeries nationales du Grand Palais                        | Paris                     | 1 518 927  | 1 423 626  | 1 855 346  | 1 738 089  | 1 130 556  |
| 24        | Basilique Sainte-Marie-Madeleine de Vézelay                | Vézelay                   | 917 557    | 917 557    | 848 956    | 856 435    | 1 023 413  |
| 25        | Casino-théâtre Barrière                                    | Toulouse                  | 618 795    | 900 000    | 900 000    | 950 000    | 983 946    |
| 26        | Viaduc de Millau - aire du Viaduc                          | Millau                    | 1 135 000  | 1 079 754  | 1 087 452  | 1 034 769  | 968 070    |
| 27        | Téléphérique de l'Aiguille du Midi                         | Chamonix-Mont-Blanc       | 810 928    | 811 234    | 878 411    | 877 015    | 929 404    |
| 28        | Sainte-Chapelle                                            | Paris                     | 951 858    | 1 007 079  | 1 067 206  | 900 969    | 910 889    |
| 29        | Petit Palais                                               | Paris                     | 362 303    | 528 972    | 996 469    | 808 324    | 885 798    |
| 30        | Parc zoologique de Lille                                   | Lille                     | 863 203    | 871 690    | 999 426    | 831 312    | 881 097    |
| 31        | Château de Chenonceau                                      | Chenonceaux               | 850 000    | 850 000    | 850 000    | 850 000    | 850 000    |
| 32        | Musée de l'Orangerie                                       | Paris                     | 800 000    | 900 000    | 800 000    | 770 000    | 781 585    |
| 33        | Château de Chambord                                        | Chambord                  | 775 744    | 751 640    | 769 220    | 783 350    | 728 133    |
| 34        | Tour Montparnasse                                          | Paris                     | 1 150 085  | 1 168 640  | 1 168 543  | 1 066 884  | 726 301    |
| 35        | Bateaux-promenades de Strasbourg - Batorama                | Strasbourg                | 763 063    | 794 049    | 784 450    | 734 878    | 718 006    |
| 36        | Palais de Tokyo                                            | Paris                     | 407 111    | 723 259    | 756 000    | 820 850    | 714 167    |
| 37        | Musée Picasso                                              | Paris                     |            |            |            | 765 471    | 669 299    |
| 38        | Les Machines de l'île                                      | Nantes                    | 505 244    | 521 032    | 591 117    | 613 496    | 664 566    |
| 39        | Chemin de fer du Montenvers                                | Chamonix-Mont-Blanc       | 672 463    | 693 390    | 712 646    | 742 411    | 650 669    |
| 40        | Zoo de La Palmyre                                          | Les Mathes                | 687 991    | 681 348    | 705 901    | 653 733    | 629 707    |
| 41        | Spectacle « Rendez-vous Place Stanislas »                  | Nancy                     | 400 000    | 550 600    | 430 000    |            | 627 400    |
| 42        | Musée océanographique de Monaco                            | Monaco                    | 669 267    | 709 014    | 655 040    | 665 302    | 618 254    |
| 43        | Musée d'Art moderne de la ville de Paris                   | Paris                     | 398 400    | 695 376    | 588 725    | 670 041    | 613 402    |
| 44        | Nigloland                                                  | Dolancourt                | 480 000    | 510 000    | 560 000    | 560 000    | 600 000    |
| 45        | Site de Conques                                            | Conques                   | 600 000    | 600 000    | 600 000    | 600 000    | 600 000    |
| 46        | Panthéon                                                   | Paris                     | 724 392    | 728 116    | 669 331    | 665 827    | 597 764    |
| 47        | Musée Rodin                                                | Paris                     | 731 962    |            | 687 257    | 566 415    | 597 009    |
| 48        | Parc d'attractions Le Pal                                  | Saint-Pourçain-sur-Besbre | 499 143    | 512 293    | 565 771    | 575 000    | 591 000    |
| 49        | Sanctuaire de Lourdes                                      | Lourdes                   |            |            |            | 549 599    | 573 049    |
| 50        | Musée des impressionnismes Giverny                         | Giverny                   | 570 870    | 580 746    | 626 882    | 630 661    | 562 855    |
| 51        | Cité de Carcassonne (remparts et château)                  | Carcassonne               | 470 457    | 518 790    | 525 146    | 538 115    | 562 514    |
| 52        | Palais de la découverte                                    | Paris                     | 503 741    | 530 824    |            | 541 736    | 559 740    |
| 53        | Carrières de Lumières                                      | Les Baux-de-Provence      | 239 000    | 372 569    | 477 852    | 512 000    | 558 613    |
| 54        | Musée des Arts décoratifs de Paris                         | Paris                     | 655 000    |            |            |            | 552 805    |
| 55        | Verrerie de Biot                                           | Biot                      | 705 177    | 700 090    | 700 007    | 495 000    | 550 000    |
| 56        | Mucem                                                      | Marseille                 |            | 610 749    | 649 615    | 539 000    | 545 000    |
| 57        | Musée Grévin                                               | Paris                     | 753 517    | 756 124    | 724 833    | 691 055    | 541 962    |
| 58        | Nausicaá - Centre national de la mer                       | Boulogne-sur-Mer          | 606 069    | 585 549    | 595 064    | 547 120    | 541 747    |
| 59        | Parc du Héron                                              | Villeneuve-d'Ascq         | 508 765    | 469 242    | 537 204    | 500 821    | 533 398    |
| 60        | Château du Haut-Koenigsbourg                               | Orschwiller               | 519 625    | 506 415    | 554 862    | 523 812    | 522 005    |
| 61        | Parc zoologique d'Amnéville                                | Amnéville-les-Thermes     | 701 000    | 584 406    | 608 846    | 694 630    | 521 240    |
| 62        | Catacombes de Paris                                        | Paris                     | 261 500    | 310 957    | 352 616    | 505 085    | 512 284    |
| 63        | Ossuaire de Douaumont                                      | Douaumont                 | 278 569    | 244 000    | 419 151    | 314 402    | 509 207    |
| 64        | Caverne du Pont-d'Arc                                      | Vallon-Pont-d'Arc         |            |            |            | 476 796    | 502 853    |
| 65        | Monument de la Pointe du Hoc                               | Cricqueville-en-Bessin    |            |            | 293 472    | 261 972    | 466 693    |
| 66        | Château de Fontainebleau                                   | Fontainebleau             | 451 975    | 453 872    | 517 000    | 470 190    | 466 193    |
| 67        | Téléphérique du Brévent                                    | Chamonix-Mont-Blanc       | 448 750    | 454 713    | 408 481    | 457 149    | 452 508    |
| 68        | Centre aquatique les Atlantides                            | Le Mans                   | 340 097    | 458 259    | 458 246    | 448 773    | 450 000    |
| 69        | Citadelle de Blaye                                         | Blaye                     | 378 115    | 384 251    | 443 293    | 432 502    | 448 105    |
| 70        | Louvre-Lens                                                | Lens                      | 148 270    | 863 117    | 509 680    | 353 761    | 444 602    |
| 71        | Château de Chantilly et musée Condé                        | Chantilly                 |            |            | 445 000    | 467 000    | 437 000    |
| 72        | Musée de l'Hôtel-Dieu - Hospices de Beaune                 | Beaune                    | 411 041    | 411 148    | 426 190    | 439 512    | 425 530    |
| 73        | Cimetière américain de Colleville-sur-Mer (Visitor Center) | Colleville-sur-Mer        | 469 859    | 442 579    | 527 908    | 489 329    | 421 049    |
| 74        | Musée de l'Homme                                           | Paris                     |            |            |            |            | 411 452    |
| 75        | Tours de Notre-Dame de Paris                               | Paris                     |            | 464 667    | 588 725    | 473 641    | 407 781    |
| 76        | Thermapolis                                                | Amnéville-les-Thermes     | 440 153    | 425 422    | 423 513    | 395 846    | 399 442    |
| 77        | Les Antilles de Jonzac                                     | Jonzac                    | 399 000    | 399 000    | 399 000    | 399 100    | 399 360    |
| 78        | Parc zoologique de La Flèche                               | La Flèche                 | 171 753    | 196 570    | 209 635    | 344 322    | 394 188    |
| 79        | Océanopolis                                                | Brest                     | 435 100    | 429 000    | 400 390    | 444 046    | 392 475    |
| 80        | Domaine de Chaumont-sur-Loire                              | Chaumont-sur-Loire        |            |            |            | 402 568    | 392 387    |
| 81        | Thoiry ZooSafari                                           | Thoiry                    | 410 213    | 433 324    | 390 000    | 400 000    | 384 000    |
| 82        | Toulouse Plage                                             | Toulouse                  |            |            |            |            | 381 307    |
| 83        | Musée Jacquemart-André                                     | Paris                     | 386 417    | 391 311    | 326 126    | 280 000    | 380 000    |
| 84        | Seaquarium du Grau-du-Roi                                  | Le Grau-du-Roi            | 326 477    | 351 632    | 351 520    | 356 342    | 376 136    |
| 85        | Parc Phœnix                                                | Nice                      | 467 763    | 442 233    | 458 575    | 394 599    | 372 113    |
| 86        | Parc Saint-Paul                                            | Saint-Paul                | 347 026    | 375 460    | 363 000    | 362 493    | 369 592    |
| 87        | Cathédrale Notre-Dame de Rodez                             | Rodez                     | 308 997    | 318 951    |            | 298 865    | 365 151    |
| 88        | Parc zoologique et botanique de Mulhouse                   | Mulhouse                  | 346 026    | 340 935    | 400 931    | 381 174    | 357 071    |
| 89        | Palais de la Cité - Conciergerie                           | Paris                     | 458 710    | 498 912    | 488 860    | 418 920    | 355 735    |
| 90        | Casino de Blotzheim                                        | Blotzheim                 | 361 879    | 388 094    | 384 340    | 372 341    | 355 555    |
| 91        | Tapisserie de Bayeux                                       | Bayeux                    | 373 096    | 353 043    | 394 554    | 382 217    | 350 828    |
| 92        | Mémorial de Caen                                           | Caen                      | 364 000    | 356 000    | 438 153    | 383 958    | 349 455    |
| 93        | Château de Cheverny                                        | Cheverny                  | 335 000    | 331 650    | 335 960    | 337 640    | 349 200    |
| 94        | Grand aquarium Saint-Malo                                  | Saint-Malo                | 325 658    | 340 000    | 326 661    | 358 524    | 346 000    |
| 95        | Musée national des Arts asiatiques - Guimet                | Paris                     | 290 002    |            | 310 859    | 337 665    | 343 277    |
| 96        | Arènes de Nîmes                                            | Nîmes                     | 322 944    | 327 380    | 338 063    | 328 125    | 333 805    |
| 97        | La Mer de sable                                            | Ermenonville              | 330 000    | 315 700    | 315 000    | 330 000    | 330 000    |
| 98        | Playmobil FunPark                                          | Fresnes                   | 330 000    | 320 000    | 330 000    | 300 000    | 330 000    |
| 99        | La montagne des singes                                     | Kintzheim                 | 276 226    | 282 828    | 307 704    | 313 876    | 327 445    |
| 100       | Parc animalier de Sainte-Croix                             | Rhodes                    | 242 957    | 254 177    | 277 891    | 310 000    | 325 239    |

## Organisation
Elle se fait depuis plusieurs décennies avec de nombreux organismes, dont l'état (Code du tourisme) consulaires, les collectivités territoriales, sous l'égide d'un secrétaire d'État. De nombreux salons et assises nationales permettent aux acteurs de se rencontrer. Des observatoires fournissent des statistiques aux échelles communales à nationales, utilisés par des sociologues et scientifiques pour partie réunis au sein d'une Fédération Française des Techniciens et Scientifiques du Tourisme. Des efforts de qualification et certification sont faits notamment avec la marque Qualité Tourisme pour le tourisme rural, balnéaire, culturel, scientifique, etc. et pour un tourisme plus durable.
La promotion du tourisme et la création d'offices de tourisme sont depuis 2017 avec la loi NOTRe, des compétences des intercommunalités (communautés de communes, d’agglomération, urbaines, métropoles). Les offices de tourisme dans les communes « stations classées de tourisme » et les sites disposant d’une « marque territoriale protégée » peuvent toutefois conserver des offices de tourisme communaux.

### Organismes étatiques, privés et associatifs chargés du tourisme en France

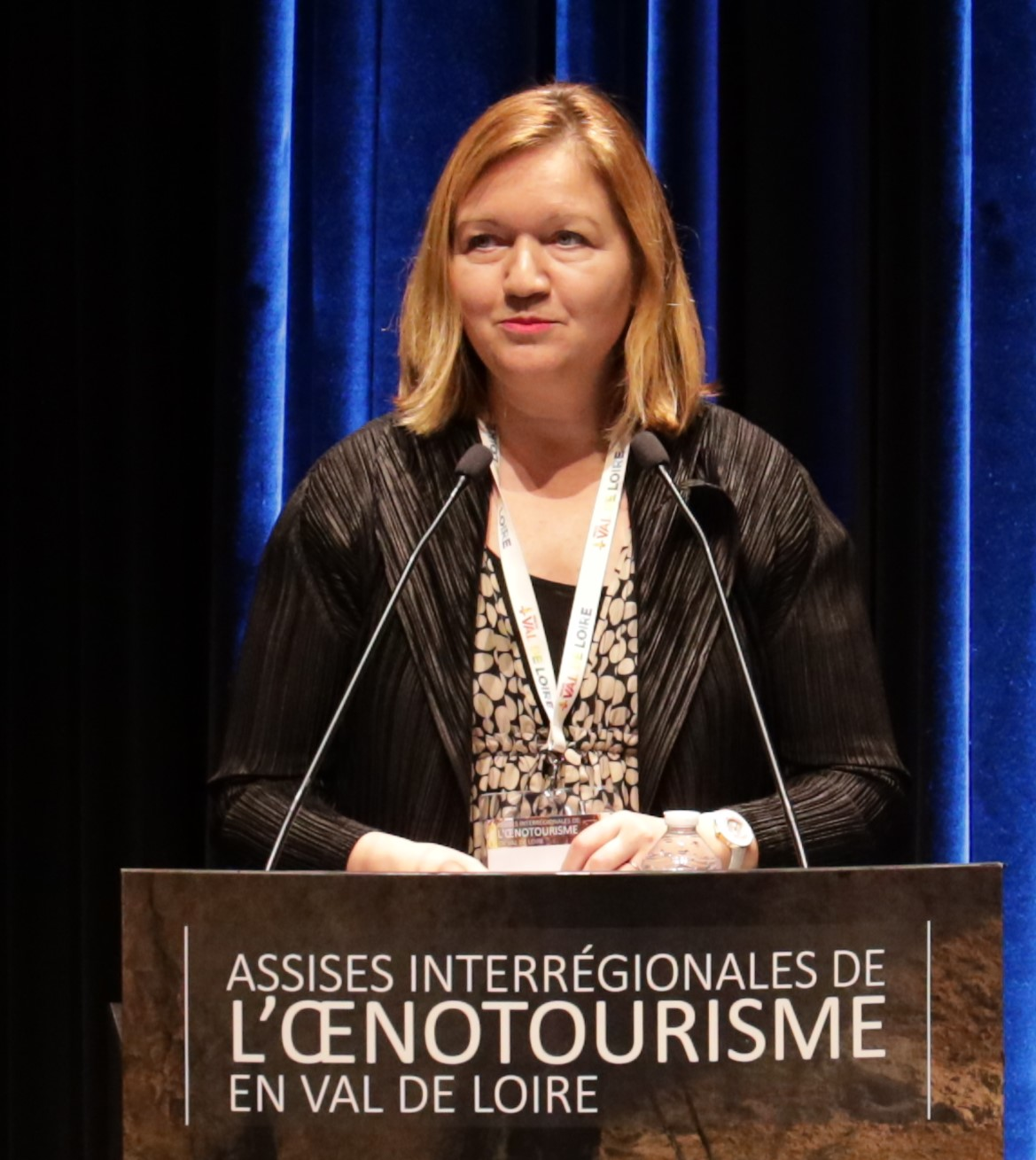
Caroline Leboucher, directrice d'Atout-France, GIE chargé de la promotion du tourisme français à l'étranger.

- Conseil national du tourisme, organe consultatif placé auprès du ministre du Tourisme ;
- Pôle Implantation Tourisme est un service financé par des organismes publics et parapublics, les agences de développement économique et touristique et les services du tourisme des collectivités locales répartis sur l’ensemble de la France afin d’aider les entreprises et les créateurs ou repreneurs d’activités touristiques dans leurs démarches et les accueillir localement.
- Atout France, organisme privé ayant le statut de groupement d'intérêt économique chargé de la promotion de la destination France sur le territoire national et à l'étranger, gère la publication www.france.fr, lancé en août 2010 ;
- Agence nationale pour les chèques-vacances (ANCV), établissement public à caractère industriel et commercial chargé de la gestion des chèques-vacances ;
- La fédération nationale des offices de tourisme et syndicats d'initiative ;
- Concours des villes et villages fleuris, qui encourage les communes au fleurissement, notamment via le label « villes et villages fleuris »[44].